# Суфрієр-Гіллз
Суфрієр-Гіллз — активний складний стратовулкан з безліччю лавових куполів, що утворюють його вершину на карибському острові Монтсеррат. Після тривалого періоду спокою вулкан Суфрієр-Гіллз став активним в 1995 році і з тих пір продовжує вивергатися. Його виверження призвели до того, що більше половини Монтсеррата стало непридатним для життя, зруйнували столицю Плімут та спричинивши широку евакуацію: близько двох третин населення залишило острів Шанс-Пік на Суфрієр-Гіллз був найвищою точкою на Монтсерраті до середини 1990-х років, але з тих пір його висоту було перевершено декількома піками
Вулкан має андезитовий характер, і нинішня діяльність має періоди як зростання лавового купола, що характеризується короткими епізодами обвалення купола, що призводить до утворення пірокластичних потоків, виверження попелу та вибухових вивержень. Вулкан контролюється Монтсерратською вулканологічною обсерваторією.
Викиди вулканічного газу від цього вулкана вимірюються за допомогою багатокомпонентної системи газоаналізатора, яка виявляє доерупційну дегазацію здіймаючихся магм, покращуючи прогнозування вулканічної активності
Центрл-Гіллз у центральній частині острова та Сілвер-Гіллз на півночі є старими вулканічними масивами, що відносяться до зони субдукції. Існує три основні частини острова: центральна зона, субдукція та ексклюзія.

## Рання історія
- 2460 р. до Р. Х. (± 70 років): виверження утворило кратер на вершині вулкана.[5]
- 1550 р. по Р. Х. (± 50 років): на Замковій вершині вибухнуло від 25 до 65 млн м³ лави.[5]

## Історія вивержень
Сейсмічна активність на острові спостерігалася в 1897—1898, 1933—1937 та 1966—1967 роках, але виверження, що почалося 18 липня 1995 року, було першим з XVII століття. Коли пірокластичні потоки і селі стали регулярними, Плімут був евакуйований, а за декілька тижнів місто було засипано шаром попелу у декілька метрів завтовшки. Велике виверження 25 червня 1997 року призвело до смерті 19 осіб. Аеропорт острова знаходився на шляху основного потоку лави і був повністю знищений. Туристична індустрія Монтсеррата сильно постраждала, але потім стала відновлюватися, зокрема за рахунок допомоги з боку Великої Британії.
Сильне виверження вулкана відбулося 28 липня 2008 року без попередньої активності. Врешті-решт пірокластичні потоки досягли Плімута. Висота вулканічної колони оцінювалася в 12 км над рівнем моря. 11 лютого 2010 відбулося часткове обвалення купола вулкана.

## Будова вулкана і його вивчення
Для реєстрації активності вулкана було створено спеціальну вулканічну обсерваторію, яка проводить детальні вимірювання та інформує уряд і населення острова. Обсерваторія управляється Британською геологічною службою.
Вулкан Суфріер-Гіллз має заввишку 915 м і складний переважно з андезиту. Кратер, що сформувався близько 2 тис. років до Р. Х. при обваленні вершини, має діаметр 1 км. Вершина складається з декількох вулканічних куполів. Поточна активність складається з періоду зростання купола і коротких обвалень купола, які призводять до пірокластичних потоків, викидів попелу і вибухових вивержень.
9 жовтня 2008 року в журналі «Science» було висловлено припущення, що дві взаємопов'язані магматичні камери проходять під вулканом — одна на глибині 6 км, інша — на глибині 12 км.